# Президентская кампания Бориса Ельцина (1996)
Президентская кампания Бориса Ельцина на выборах 1996 года началась де-юре 15 февраля 1996 года, когда действовавший президент Российской Федерации объявил о своём решении баллотироваться на второй президентский срок. Несмотря на свой возраст (ему было 65 лет на момент избрания), серьёзные проблемы со здоровьем и низкий предвыборный рейтинг, Ельцин решил принять участие в выборах, чтобы не допустить победы Геннадия Зюганова — лидера Коммунистической партии Российской Федерации, который считался главным оппонентом Ельцина в предвыборной гонке. Одним из факторов, повлиявших на решение Ельцина баллотироваться на второй срок, стали результаты выборов в Государственную думу 1995 года, на которых наибольшее количество голосов избирателей получили коммунисты, а пропрезидентские партии потерпели неудачу.
В течение кампании предвыборный штаб Ельцина активно использовал услуги профессиональных политконсультантов и политтехнологов (в том числе и иностранных специалистов), благодаря которым рейтинг действовавшего главы государства ко дню выборов значительно вырос. Важную роль также сыграли СМИ, которые освещали предвыборную кампанию Ельцина в положительном ключе, а Зюганова постоянно дискредитировали, не предоставляя при этом достаточного эфирного времени другим кандидатам. Тем не менее для определения победителя выборов понадобилось два тура: в первом туре, прошедшем 16 июня, Ельцин набрал 35,28 % голосов, а во втором, состоявшемся 3 июля — 53,82 % голосов, обеспечив себе переизбрание на второй срок.

## Решение о баллотировании
Ещё в 1992 году действующий президент России Борис Ельцин утверждал, что не намерен баллотироваться на второй срок. Он желал проводить больше времени с семьёй, вследствие чего его окружение рассматривало все возможные кандидатуры преемников из числа близких к Борису Ельцину людей, особенно на фоне перенесённого Ельциным в ночь с 10 на 11 июля 1995 года инфаркта. В августе 1995 года Ельцин в разговоре с главой своей администрации Сергеем Филатовым заявил, что у него не было никаких сил обсуждать возможность своего переизбрания, однако в конце концов согласился подождать результатов декабрьских выборов в Государственную Думу и действовать, исходя из их результатов.
Согласно воспоминаниям публициста Георгия Сатарова, весной 1995 года Ельцин обсуждал кандидатуры от демократов на должность президента, настаивая на своём неучастии в выборах. Так, бывший советник Ельцина Сергей Станкевич полагал, что кандидатом вместо Ельцина на пост президента мог быть занимавший пост мэра Санкт-Петербурга Анатолий Собчак, вокруг которого сосредотачивались демократические силы, стремившиеся не допустить политических побед коммунистов. Станкевич полагал и тогда, и позже, что состояние здоровья Бориса Ельцина было одной из причин, по которой действовавшему президенту не стоило идти на второй срок: обсуждение этого фактора и поиски потенциального преемника вели, в частности, политики Галина Старовойтова и Алексей Яблоков. В ходе обсуждений упоминались кандидатуры мэра Москвы Юрия Лужкова, директора СВР России, а затем министра иностранных дел Евгения Примакова, руководителя ФСБ Сергея Степашина, премьер-министра Виктора Черномырдина (по словам Вячеслава Никонова, кандидатуру последнего предлагал лично Ельцин) и первого вице-премьера Олега Сосковца. 26 октября 1995 года Ельцин перенёс очередной инфаркт, когда парился в бане, и в связи с этим он вынужден был провести в больнице месяц.
Всё изменилось после состоявшихся 17 декабря 1995 года выборов в Государственную Думу II созыва, на которых первое место заняла КПРФ (22,3 %, 157 мест), второе — ЛДПР (11,2 %, 51 место), а поддерживаемое президентом движение «Наш дом — Россия» — только третье место (10,1 %, 45 мест). Ельцин уже утратил к тому моменту популярность в обществе из-за неудач экономических реформ, провалов в ходе Чеченской войны и коррупционных скандалов в своём окружении, вследствие чего рейтинги показывали его популярность на уровне 8—9 процентов. 4 января 1996 года Ельцин сообщил руководителю администрации президента Сергею Филатову, что в новой Думе сложилось «засилье коммунистов», что создавало предпосылки для возможной победы лидера КПРФ Геннадия Зюганова на президентских выборах и реванша коммунистов. Вследствие этого у Ельцина не оставалось другого решения, кроме как баллотироваться на второй срок.
Мэр Санкт-Петербурга Анатолий Собчак после личного разговора с Ельциным окончательно отказался от своих планов баллотироваться на должность президента, так как убедился, что Ельцин действительно пойдёт на второй срок; кандидатуру премьер-министра и главы блока «Наш дом — Россия» Виктора Черномырдина исключили в связи с тем, что он не смог объединить другие партии против коммунистов, а Олега Сосковца не выдвинули кандидатом в связи со слухами о намерении создать «полувоенную команду постсоветских генералов», куда вошли бы начальник службы безопасности Президента Александр Коржаков и глава ФСБ Михаил Барсуков. Иным кандидатам ни Ельцин, ни президентская администрация, ни крупные бизнесмены не могли доверять до конца, опасаясь, что те не выдержат борьбу и проиграют Зюганову без сопротивления.

## Попытка отмены выборов
В январе 1996 года рейтинг Ельцина, намеревавшегося идти на выборы, не превышал 4 % (согласно газете «Московский комсомолец»), вследствие чего его поражение казалось предрешённым вопросом. Более того, по данным опросов, 30 % населения выражали полное согласие с высказыванием «при коммунистах всё было лучше, я хотел(-а) бы, чтобы всё стало по-старому», и ещё 33 % частично соглашались с этим. На Всемирном экономическом форуме в Давосе, куда Ельцин не поехал, выступил лидер КПРФ Геннадий Зюганов, главный противник действовавшего президента на выборах: Зюганов представил свою предвыборную программу, вследствие чего и в России, и за рубежом его начали рассматривать как будущего главу государства.
В феврале 1996 года в «Независимой газете» политолог Александр Ципко призвал отменить президентские выборы, поскольку не видел достойной кандидатуры: по его словам, переизбрание Ельцина могло подтолкнуть радикальных сторонников демократических реформ «к новым боям „за правое дело“», а победа Зюганова спровоцировала бы политику реванша, сведения счётов и дестабилизацию обстановки в стране. По данным социолога А. А. Ослона, к марту 1996 года у Ельцина было всего три возможных варианта поведения:
- Отдать подготовку к выборам штабу, сформированному политиками и чиновниками. В таком случае предвыборная кампания привела бы с высокой долей вероятности к поражению, как и в случае с НДР на выборах в Госдуму[22].
- Последовать совету ряда приближённых и отменить выборы, сославшись на чрезвычайные обстоятельства[22]. Наиболее ярым сторонником отмены выборов был Олег Сосковец, при этом Александр Коржаков выступал за перенесение выборов на 1998 год и поддержку кандидатуры того человека, кого Ельцин предложит в качестве своего преемника[21][15][25]. Рассматривались возможность издания указов о роспуске парламента и введении чрезвычайного положения в стране, однако сохранялся риск массовых беспорядков, которые могли бы организовать коммунисты в знак протеста против отмены выборов[26][27].
- Откликнуться на предложение группы крупных бизнесменов («олигархов») и доверить проведение кампании специальным политтехнологам. На это потребовалась бы крупная сумма денег, которую были готовы выделить олигархи; также пришлось бы задействовать услуги западных политтехнологов, знавших технологию проведения выборов на Западе, однако это могло бы поднять рейтинг Ельцина перед выборами[28].

По утверждению Дэвида Ремника, будущий посол США в России Майкл Макфол, работавший тогда в московском Центре Карнеги, участвовал во встрече с представителями предвыборного штаба Ельцина, организованной Александром Коржаковым. Люди Ельцина, предполагая, что Макфол работает на ЦРУ, обратились к нему с просьбой в случае отмены президентских выборов уговорить официальный Вашингтон поддержать это решение Москвы. Возмущённый таким предложением Макфол после встречи пожаловался в американское посольство. Олег Сосковец, ведя переговоры с американскими политконсультантами при штабе Ельцина, даже просил их за месяц до назначенного срока президентских выборов дать рекомендацию о том, стоит ли вообще проводить выборы.
В середине марта 1996 года сценарий отмены выборов казался наиболее реальным: 15 марта Госдума приняла постановление, которое не признавало часть беловежских соглашений о прекращения существования СССР, что вызвало возмущения у лидеров стран СНГ и Балтии. Формально это постановление не имело статус закона, о чём 21 марта сообщил председатель Государственной Думы Геннадий Селезнёв на встрече с послами СНГ. Однако Ельцин расценил принятие этого постановления как попытку коммунистического реванша, сопряжённую с покушением на суверенитет стран-членов СНГ, и поручил подготовить распоряжения о роспуске Думы, переносе выборов президента и запрете КПРФ. 23 марта на закрытом совещании с участием Виктора Черномырдина, Олега Сосковца, Николая Егорова и группы членов предвыборного штаба Ельцина большинство участников собрания во главе с Сосковцом высказалось за полную отмену выборов. Согласно историку и другу Бориса Березовского Юрию Фельштинскому, Борис Ельцин под давлением Александра Коржакова изначально подписал указ о переносе президентских выборов: Коржаков убедил Ельцина в том, что в случае победы Зюганова Ельцину и его семье грозит тюрьма.
Однако в тот же день дочь Ельцина, Татьяна Дьяченко, уговорила отца поговорить с несколькими людьми: Виктором Черномырдиным, Анатолием Куликовым и Анатолием Чубайсом. В случае отмены выборов возникал высокий риск массовых беспорядков, которые могли возглавить коммунисты. После часовой беседы с последними Ельцин принял решение не отменять и не переносить выборы и подтвердил, что примет в них участие: указ о переносе выборов так и не был обнародован. Президент обратился за помощью к бизнесменам и политтехнологам для борьбы за президентский пост: этой линии поведения он придерживался до конца кампании, несмотря на очередное обострение ситуации в мае 1996 года, когда группа высокопоставленных политиков требовала отменить выборы, и в период между первым и вторым турами, когда произошёл скандал с «коробкой из-под ксерокса».

## Официальное выдвижение

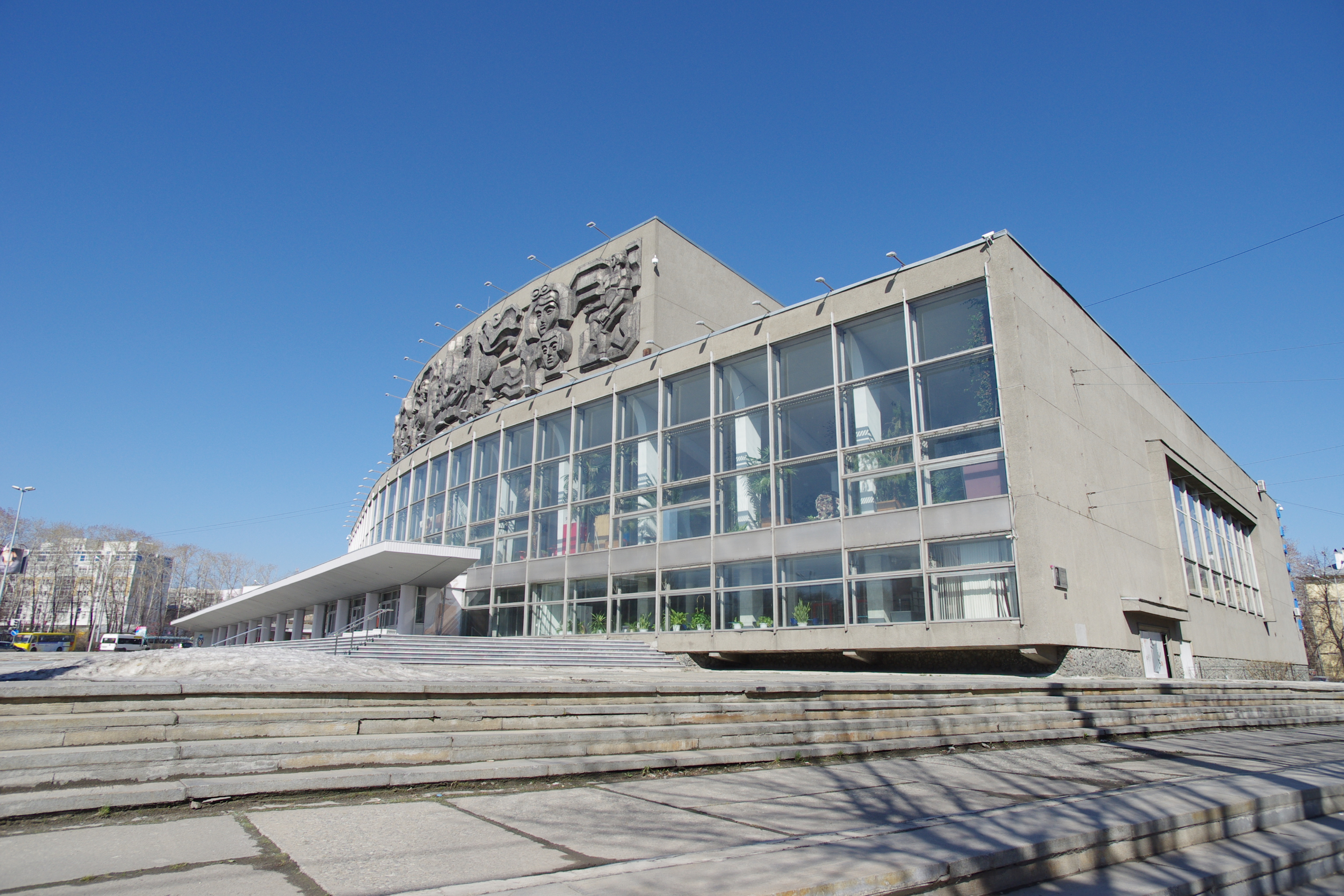
Дворец молодёжи в Екатеринбурге

15 февраля 1996 года на митинге в Екатеринбурге во Дворце молодёжи Борис Ельцин официально объявил о намерении баллотироваться на второй срок, заявив следующее: «Пока есть угроза столкновения „красных“ и „белых“, мой человеческий и гражданский долг, мой долг политика — добиваться консолидации всех здоровых сил общества и предотвратить возможные потрясения вплоть до гражданской войны». 21 февраля Ельцин заявил, что будет следовать конституционному плану и придерживаться демократических процедур на президентских выборах. 25 марта одна из его инициативных групп предъявила более миллиона подписей, собранных для регистрации кандидатуры. Его широкомасштабная предвыборная агитация проходила под лозунгом «Голосуй или проиграешь», созданным по образцу лозунга Билла Клинтона на президентских выборах 1992 года «Choose or Lose»; другим из лозунгов, используемых Ельциным, был «Выбирай сердцем». С учётом опросов общественного мнения и рекомендаций политтехнологов Ельцин решил сделать ставку на население крупных городов высокоурбанизированной России, интеллигенцию и молодёжь c целью привлечения этой категории, обычно равнодушной к участию в выборах.

## Аналитическая группа

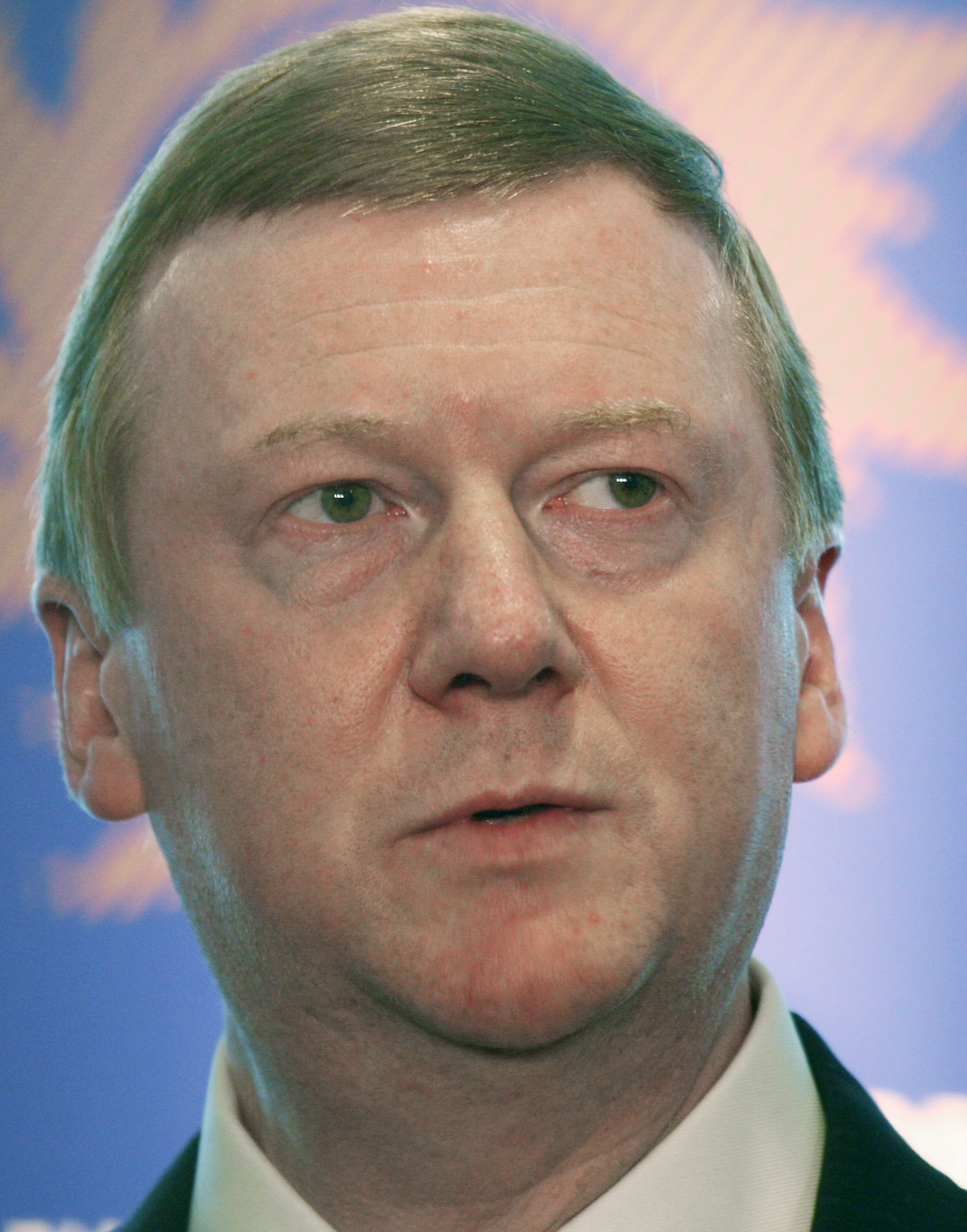
Анатолий Чубайс

Изначально работу штаба Ельцина организовывали директор ФСБ Михаил Барсуков и вице-премьер Олег Сосковец, но 23 марта последнего сняли с поста главы штаба связи с неудовлетворительными результатами работы, а штаб возглавил Анатолий Чубайс, считавшийся, с точки зрения Пола Хлебникова, для западных государственных служащих и бизнесменов «своим» человеком в России. Собственно предвыборный штаб Ельцина располагался в одном из номеров гостиницы «Президент-Отель», вокруг которого была выставлена круглосуточная вооружённая охрана. Однако для достижения поставленных Ельциным целей была создана получившая широкие полномочия так называемая «Аналитическая группа», которую возглавил Анатолий Чубайс. В деятельности этой группы и предвыборного штаба активно участвовала дочь Ельцина Татьяна Дьяченко, которая была советником по связям с общественностью и, по мнению политологов, играла такую же роль, какую играла дочь президента Франции Жака Ширака Клод на президентских выборах 1995 года.
В своей работе группа ориентировалась, в частности, на результаты научно-социальных исследований, охватывавших массовые социальные группы (гендерные, возрастные, квалификационные, профессиональные, поселенческие, региональные и электоральные) и выявлявшие основные «болевые точки», рассматриваемые населением в целом и его отдельными группами как острые социальные проблемы. Штаб группы располагался в здании московской мэрии на Новом Арбате; в группу также входил глава телекомпании НТВ Игорь Малашенко, отвечавший за работу со СМИ. На основе анализа опросов «Аналитическая группа» принимала важнейшие решения. Также в президиуме штаба работали предприниматель и владелец компании «ЛогоВАЗ» Борис Березовский, руководитель президентской администрации Сергей Филатов (покинул пост руководителя 19 января 1996 года), вице-премьер Виталий Игнатенко, первый вице-премьер в правительстве Москвы Владимир Ресин, глава комитета по спорту при президенте Шамиль Тарпищев.
В связи с назревавшим конфликтом между членами предвыборного штаба 19 марта был созван совет избирательной кампании, на которой было принято решение доверить ведение избирательной кампании с 20 марта Виктору Илюшину: помощник президента Георгий Сатаров сообщил ещё 14 марта Ельцину о том, что Сосковец не организовал должным образом нормальную работу штаба и не предотвратил утечку информации о возможном саботаже президентской кампании со стороны коммунистов и о создании ситуации, в которой Ельцин должен будет отменить выборы или их результаты. Ответственной за независимый контроль хода кампании стала Татьяна Дьяченко, а отстранённым от дальнейшей работы Олегу Сосковцу, Михаилу Барсукову и Александру Коржакову доверили контрольно-ревизионные функции.

## Ход кампании перед первым туром

### Предвыборная программа
Предвыборная программа Бориса Ельцина была рассчитана на весь его второй президентский срок, а её смысловым ядром был лозунг «Через реформы — к благополучию каждой семьи, каждого человека, к величию и стабильности всей России». Программа состояла из семи разделов: «Свобода», «Духовность», «Здоровье», «Экономическое процветание», «Социальная справедливость», «Правовой порядок», «Обеспечение обороны и внешнеполитических интересов». Ельцин предлагал вести новую культурную и научную политику, намереваясь поднять медицину на новый уровень и перейти к оказанию медицинской помощи по принципу семейных врачей, а также делать акцент на психологической помощи людям, которые испытывали серьёзные проблемы из-за резких перемен в окружающей жизни. Важную роль играли проведение сбалансированной и взвешенной кадровой политики и воспитание нового поколения.
В экономическом разделе программы Ельцина утверждалось о том, что благодаря рыночным реформам удалось преодолеть системный кризис (признаком было серьёзное снижение инфляции) и открыть громадные резервы для развития. Подвергались критике способы сосредоточивания богатства в руках элиты, как то: перепродажа бюджетных ресурсов и льготных центральных кредитов, уклонение от уплаты налогов и таможенных пошлин, присвоение чужих средств путём неплатежей и захват пакетов акций, находящихся в федеральной собственности. Гарантировались соблюдение трудового законодательства, проведение налоговой реформы, новая инвестиционная программа и промышленная политика, развитие малого бизнеса и аграрная реформа. Особо важной была политика протекционизма (в том числе защита внутреннего рынка). Защита экономических и политических свобод была одним из важнейших моментов предвыборной программы Ельцина; ожидалось исправление диспропорций в оплате интеллектуального труда и приближении системы распределения доходов к уровню стран Запада.
Для разных категорий избирателей движение «Реформы — новый курс» выпустило брошюры из серии «Почему мы голосуем за Ельцина» для пенсионеров, жителей деревень, молодёжи и т. д. Для реализации положений программы Ельцин подписывал указы, среди которых был указ № 337 от 7 марта 1996 года о праве граждан России на земельную собственность, озвученный в «Обращении к владельцам земли».

### Поддержка от отечественных политиков

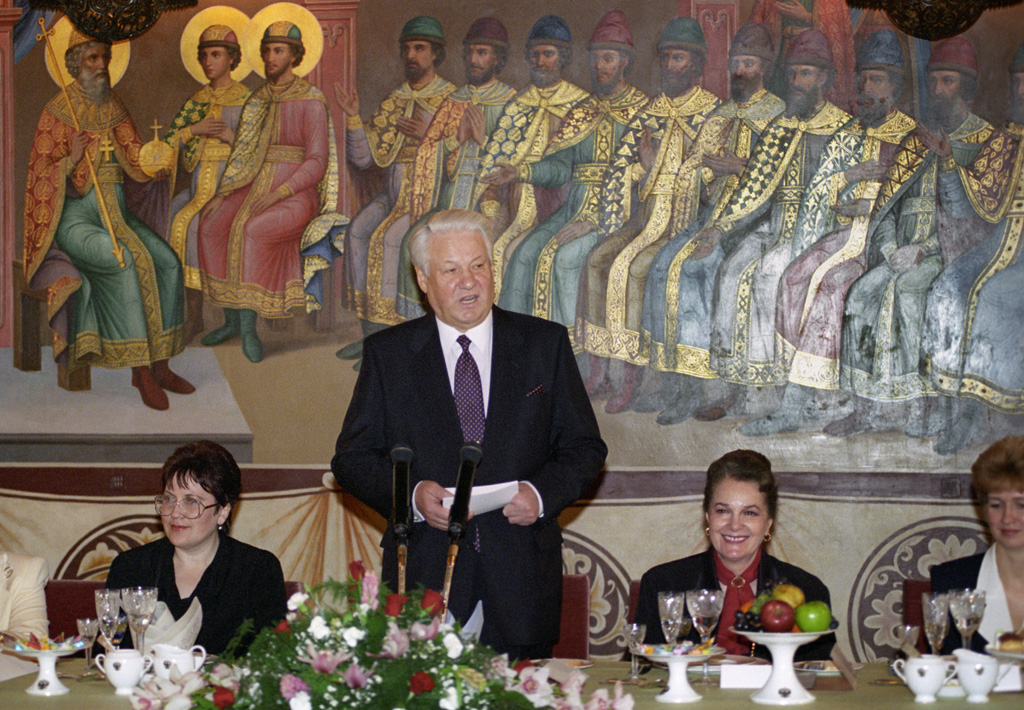
Ельцин на праздничном мероприятии, посвящённом Международному женскому дню 8 марта

На момент начала предвыборной кампании рейтинг Ельцина варьировался от 3 до 5 %: причиной тому стали тяжёлые последствия радикальных экономических реформ и перевода экономики страны на рыночные рельсы с последующим ростом цен, приватизация предприятий, обострение преступности, задержка выплат бюджетникам и пенсионерам, серьёзное падение уровня жизни и провальная военная операция в Чечне. Ещё одним доказательством непопулярности Ельцина был провал его партии власти «Наш дом — Россия» на декабрьских парламентских выборах и победа коммунистов на этих выборах. По заявлению участвовавшего в выборах Мартина Шаккума, Ельцин был не в состоянии управлять государством на протяжении пяти лет и не обладал ни одним козырем, кроме как способности пугать приходом к власти «новых, голодных и жадных», а разговоры о преодолённом дефиците товаров не выдерживали критики в связи с тем, что большая часть продукции импортировалась на деньги, взятые в кредит от МВФ. Американский журналист Дэвид Ремник писал, что рейтинг Ельцина был настолько низок, что речи о том, чтобы отобрать первое место у Зюганова, тогда и не шло.
В качестве сторонников Ельцина выступил ряд политических сил, ранее находившихся в оппозиции к нему, в том числе партия «Демократический выбор России» под председательством Егора Гайдара, потерпевшая в 1993 году поражение на выборах в Госдуму. С декабря 1994 года ДВР состоял в оппозиции правительству, протестуя против войны в Чечне, но перед выборами после довольно длительных внутрипартийных дискуссий ДВР стал придерживаться линии на поддержку Ельцина, что сыграло существенную роль в первоначальном объединении «демократического» электората. Из кандидатов в президенты, выдвинутых политдвижениями и инициативными группами, но снявшихся с выборов и решивших поддержать публично Бориса Ельцина, выделялись премьер-министр Виктор Черномырдин, депутаты Госдумы Егор Гайдар и Борис Фёдоров, президент Российского союза промышленников и предпринимателей Аркадий Вольский и глава Русского национального единства Александр Баркашов.

### Поддержка от журналистов

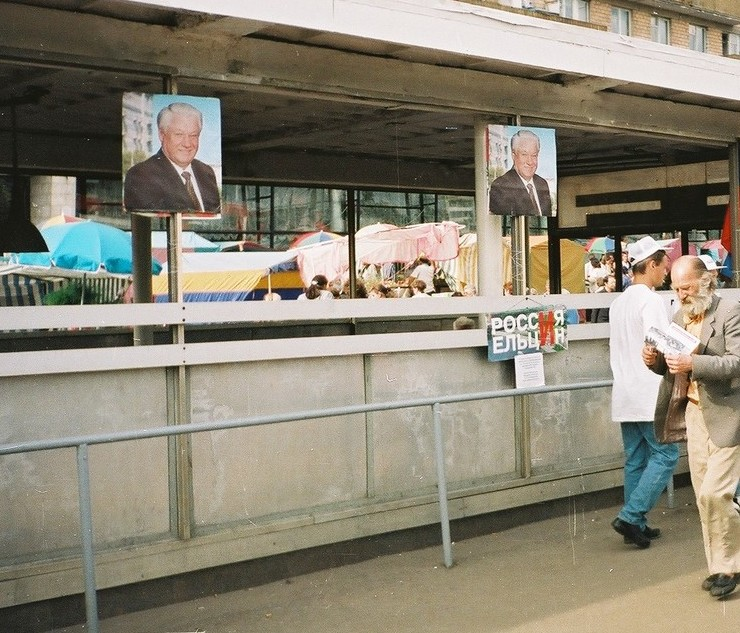
Вестибюль станции метро «Преображенская площадь» с портретами Ельцина и предвыборной агитацией в его поддержку

Для поддержки Ельцина предвыборный штаб активно использовал СМИ. Член предвыборного штаба Ельцина А. А. Ослон вспоминал, что государство полностью контролировало телевидение: главным советником избирательной кампании Ельцина был президент телекомпании НТВ Игорь Малашенко, назначенный на эту должность 4 марта; новым главой ВГТРК стал Эдуард Сагалаев (вместо уволенного Олега Попцова), который вошёл в состав Общественного комитета поддержки президента Ельцина, а руководителем студии информационно-аналитических программ ВГТРК стал Николай Сванидзе; ещё одним членом команды Ельцина стал генеральный директор ОРТ Сергей Благоволин. Несмотря на колоссальное количество рекламных агитационных роликов, направленных в поддержку Бориса Ельцина, наиболее известным из которых является серия роликов «Голосуй или проиграешь», сам Ельцин ни разу не принял участие в организованных на телевидении теледебатах.
По словам гендиректора НТВ Евгения Киселёва, именно Малашенко сумел разъяснить Ельцину принципы создания информационных поводов во время предвыборной кампании, которые могли бы поднять рейтинг, — к ним относились и крылатые выражения, которые пресса потом называла «загогулинами», и эффектные действия на публику, и выступления перед зрителями. Борис Березовский утверждал, что приватизация телекомпании ОРТ стала ключевым шагом для организации президентской кампании Бориса Ельцина. Валерий Панюшкин же отмечал, что именно с подачи Анатолия Чубайса средства массовой информации, начиная с предвыборной кампании 1996 года, стали освещать в будущем все встречи с участием президента Российской Федерации, в том числе официальные переговоры в Кремле и визиты в регионы, встречи с местными жителями. По заказу Владимира Гусинского для публичных выступлений Ельцина был закуплен телесуфлёр. Член предвыборного штаба Ельцина Валерий Хомяков утверждал, что журналисты выступали на стороне Ельцина ещё и потому, что на кону стояла свобода слова, которую действующий глава государства, в отличие от коммунистов, был готов защищать: возглавлявший газету «КоммерсантЪ» Александр Локтев видел именно в Ельцине единственную гарантию того, что газета не закроется и не потеряет своих читателей. По воспоминаниям директора службы информации радиостанции «Эхо Москвы» Алексея Венедиктова, который тогда исполнял обязанности главного редактора, поддерживавшие кандидатуру Ельцина Борис Березовский и Владимир Гусинский требовали, чтобы в эфире «Эхо Москвы» было как можно меньше коммунистов, так как это раздражало бизнесменов. Венедиктов ответил на это категорическим отказом, заявив, что пока он будет работать главным редактором станции, в эфире будут иметь право на выступление «и чёрт с копытами, и ангел с кочергой». По оценке Европейского института средств массовой информации, накануне первого тура около 53 % эфирного времени было посвящено Ельцину, и всё освещение было именно позитивным.
Газета The Washington Post утверждала, что журналисты Москвы и других городов России якобы получали крупные взятки в размере нескольких тысяч долларов в обмен на публикацию материалов в поддержку Ельцина и в очернение Зюганова: ставки за материал варьировались от 100 долларов для провинциального репортёра за одну статью до миллиона долларов и выше для владельца крупной газеты. Вячеслав Никонов утверждал, что подобная «скрытая реклама» действительно имела место, но многие журналисты решили не брать взятки за такое освещение деятельности кандидатов просто потому, что их издания и без этого поддерживали действующего президента. Глава Фонда эффективной политики Глеб Павловский утверждал, что у него действительно был контракт от команды Ельцина на связи с общественностью (в том числе в некрупных газетах), а средства ему переводили частные концерны; журналисты же за статьи в поддержку того или иного кандидата получали сумму от 3 до 5 тысяч долларов в месяц. Так, ОРТ за поддержку Ельцина должна была получить только за первую половину 1996 года 169 миллионов долларов, однако по факту получила всего 30 миллионов. Березовский признавал, что свобода прессы в том смысле, в каком это понятие представляли идеалисты, во время предвыборной кампании не существовала.

### Административный ресурс
Большую роль в поднятии рейтинга Ельцина сыграл административный ресурс, хотя по закону государственным служащим и должностным лицам запрещалось участвовать в предвыборной агитации (в том числе использовать служебное положение в поддержку действующего президента). По воспоминаниям начальника Службы безопасности президента Александра Коржакова, в апреле на одной из встреч с председателем правительства Виктором Черномырдиным он обратился к последнему с просьбой обеспечить поддержку Ельцина со стороны губернаторов регионов, несмотря на то, что многие из них поддерживали Зюганова, — по мнению Коржакова, действия Черномырдина могли бы обеспечить победу Ельцина с результатом как минимум 60 % голосов избирателей. Работа административного ресурса в пользу Ельцина активизировалась после того, как главой администрации президента был назначен Николай Егоров вместо Сергея Филатова, уволившегося после публикации скандальной статьи «Домик для кунака» в «Российской газете».
Егоров начал активную работу с губернаторами, главами городов и районов и тем самым перекрыл аналогичный ресурс коммунистов. По оценке Анатолия Чубайса, риск ошибки при ставке на административный ресурс был велик: около половины представителей ресурса были против Ельцина, а одна шестая от всего ресурса была нейтральной. Руководитель отдела по борьбе с коррупцией Службы безопасности президента полковник Валерий Стрелецкий утверждал, что деньги шли на подкуп людей, создание фиктивных партий и финансирование общественных движений в обмен на поддержку Ельцина, а кандидат в президенты Мартин Шаккум утверждал, что коррумпированный административный ресурс — единственные, кто стоял за Ельциным. В поддержку переизбрания Ельцина выступали, в частности, премьер-министр Виктор Черномырдин, мэр Москвы Юрий Лужков, губернатор Нижегородской области Борис Немцов, губернатор Свердловской области Эдуард Россель, мэр Санкт-Петербурга Анатолий Собчак, губернатор Ленинградской области Александр Беляков, президент Республики Татарстан Минтимер Шаймиев и президент Республики Башкортостан Муртаза Рахимов.

### Кампания по очернению Зюганова
Основным противником Ельцина был лидер КПРФ Геннадий Зюганов, шедший на выборы от «народно-патриотического блока». Хотя Ельцин рассчитывал, что люди в массе своей не захотят снова видеть у руля страны коммунистов, его окружение предприняло серьёзные меры, чтобы вынудить сторонников Зюганова и всех симпатизирующих ему отказаться от его поддержки на выборах. Почти все государственные и частные СМИ начали вести активную антикоммунистическую пропаганду, направленную на то, чтобы выставить Зюганова в неприглядном свете: нередко они прибегали к устрашению избирателей, пытаясь отвлечь их внимание от провальных последствий рыночных реформ и внушить им, что приход Зюганова к власти приведёт к восстановлению советской власти с последующей идеологией насилия и нетерпимости к демократическому строю. Посыл о неприемлемости победы Зюганова на президентских выборах и возможного возвращения коммунистов к власти, по мнению журналиста издания «Лента.ру» Дмитрия Саркисова, был основой всей президентской кампании Бориса Ельцина.
Перед выборами тиражом 10 млн экземпляров начала выходить бесплатная еженедельная цветная газета «Не дай Бог!», печатавшая негативные материалы в адрес Зюганова (всего вышло 9 выпусков этой газеты). Главными тезисами газеты являлись угрозы и бедствия, которые могли постигнуть страну в случае победы Зюганова: по словам Андрея Фефелова, колумнисты газеты писали об угрозах гражданской войны, в которой должна была принять участие РКРП Виктора Анпилова, а также политических преследованиях и грядущей гуманитарной катастрофе; в некоторых случаях в гротескной и абсурдной форме намекалось на угрозу полного упразднения частной собственности. Зюганов на страницах газеты сравнивался с Гитлером (статья Бориса Сергеева), а некоторые положения его предвыборной программы видоизменялись до неузнаваемости: для генерации абсурдного материала и съёмок антикоммунистических агитационных роликов за идеями обращались даже к Аллану Чумаку. Учредителем газеты был Московский региональный фонд поддержки первого Президента Российской Федерации, а её финансирование осуществлял Фонд частной собственности Анатолия Чубайса (отсутствие информации об учредителях и финансировании в первых номерах привело к потоку возмущённых писем). Колумнистами газеты были Леонид Милославский, Андрей Васильев, Владимир Яковлев, Никита Голованов, Сергей Мостовщиков, Игорь Свинаренко и Андрей Колесников. Газета вызывала негодование у сторонников Зюганова, которые позже не стеснялись аналогичным образом делать личные выпады в адрес Ельцина.
Наблюдатели отмечали использование газетой и другими СМИ технологий манипулирования: стараниями политтехнологов и телеведущих предвыборный штаб Ельцина манипулировал историческими фактами, искажая их так, как это было выгодно Ельцину, и предлагая яркие слоганы «Голосуй, или ты проиграешь», «Не дай Бог» или «Купи еды в последний раз». По словам работавшего тогда в газете «Не дай Бог!» журналиста Андрея Васильева, его работа по очернению коммунистов и Зюганова была серьёзной ошибкой, поскольку они по итогам всех опросов действительно лидировали с большим отрывом, и «демократический выбор» России, сделанный в пользу Зюганова, стал бы катастрофой для Ельцина, чей рейтинг был искусственно поднят отчасти с помощью административного ресурса. На продуктовых рынках и в почтовых ящиках стали появляться плакаты и листовки под заголовком «Боже упаси!» с призывами не голосовать за коммунистов, которые принесут только разруху и нищету; в газете «Не дай Бог!» также публиковались интервью многих звёзд кино, музыки и театра, которые объясняли, почему будут поддерживать Ельцина, а не Зюганова. Последний выпуск газеты вышел 29 июня, перед вторым туром выборов: колумнисты, опубликовав свои колонки, заявили, что теперь будущее страны зависит исключительно от решения избирателей.

### Попытка смены государственного курса

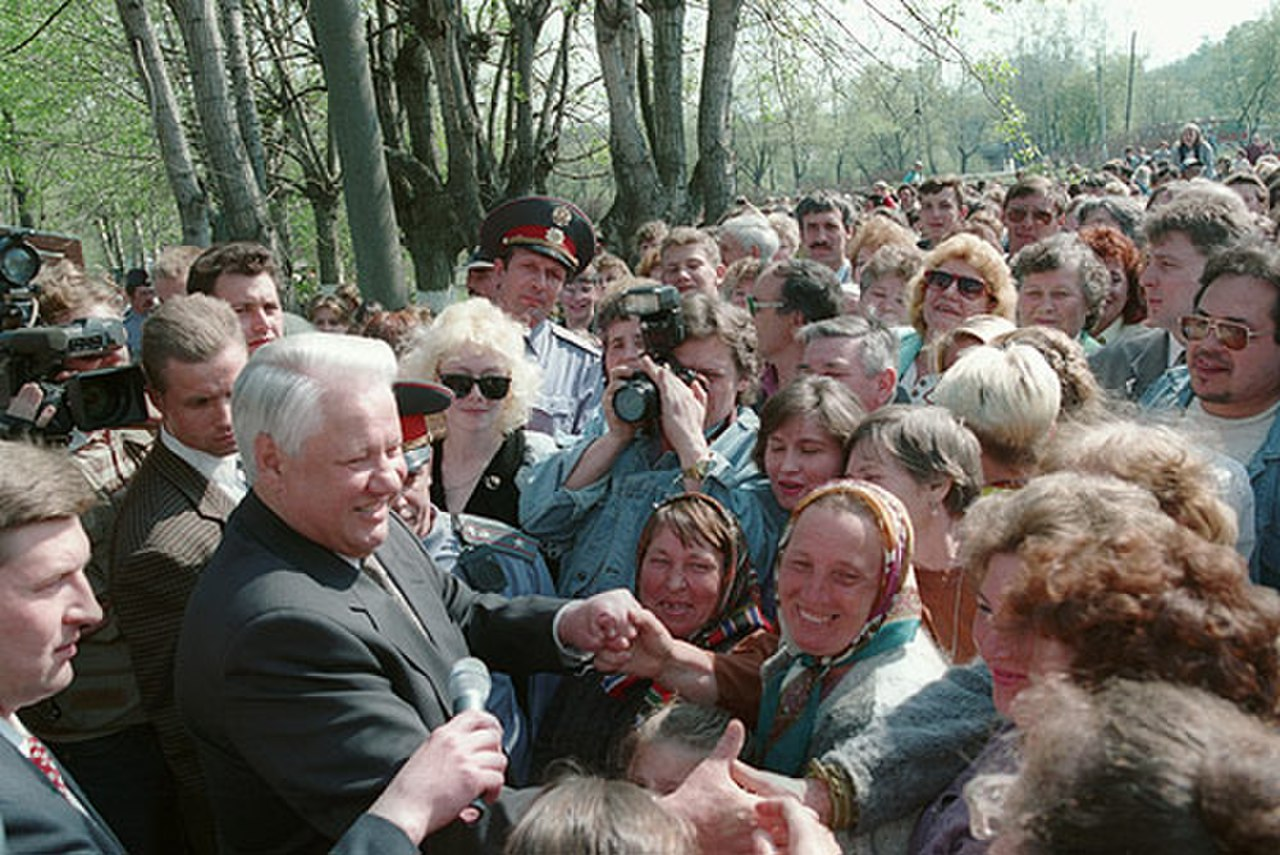
Борис Ельцин на встрече с избирателями 7 мая 1996 года в Атепцево (Московская область)

Чтобы заручиться поддержкой избирателей, Ельцин начал менять государственный курс: ради этого он уволил со своих постов министра иностранных дел Андрея Козырева и первого заместителя председателя правительства Анатолия Чубайса, а преемником Козырева стал Евгений Примаков, отошедший от «прозападной» модели действий предшественника. Президент заговорил о необходимости усиления социальной направленности рыночных реформ, но при этом решил не отходить от неолиберально-монетаристской модели, а ограничился указами о выплате задолженностей по зарплатам, пенсиям и о социальной защите. Для этого использовались средства из транша МВФ в размере 10,2 млрд долларов, переведённого в марте 1996 года. Из этих средств был создан Президентский фонд. Несмотря на это, финансовая помощь из-за рубежа не предотвратила сокращение валютных резервов Центрального банка (с 20 до 12,5 млрд долларов) — порядка 9 млрд долларов ушли на погашение задолженностей по зарплатам и пенсиям, выплату поощрений особо приближённым бизнесменам и государственным чиновникам из штаба Ельцина.
Также стараниями Ельцина было инициировано судебное следствие в отношении исполняющего обязанности генерального прокурора РФ А. Н. Ильюшенко, главы Роскомдрагмета Е. М. Бычкова и руководителей ряда субъектов РФ, но при этом в отношении участников «залоговых аукционов» действия не предпринимались. В разгар Первой чеченской войны в апреле 1996 года был ликвидирован президент Чеченской Республики Ичкерия Джохар Дудаев, чем власти продемонстрировали свой контроль над ситуацией в Чечне, хотя ещё в январе прогремевший террористический акт в Кизляре с захватом заложников говорил об обратном (доказательством служила случайная оговорка Ельцина об участии «38 снайперов» в операции по освобождению захваченных заложников). В плане внешней политики 29 марта был подписан договор между Россией, Беларусью, Казахстаном и Кыргызстаном об ускоренной интеграции, а 2 апреля был подписан договор с Беларусью об образовании Союзного государства, который отвечал реваншистским настроениям некоторых граждан, настаивавших на политическом объединении вышедших из состава СССР республик. 16 мая, ровно за месяц до первого тура выборов, Ельцин подписал указ № 772 «О переходе к комплектованию должностей рядового и сержантского состава Вооружённых Сил и других войск Российской Федерации на профессиональной основе», согласно которому к 2000 году планировалось отменить всеобщую воинскую повинность и перевести вооружённые силы Российской Федерации исключительно на контрактную основу. Однако основным моментом, благоприятно сказавшимся на росте рейтинга и поддержки Ельцина, стало публичное признание им своей ошибки в том, что он ввёл федеральные войска в Чечню и развязал там войну. Ельцин дал обещание остановить её и добиться мирного разрешения кризиса в Чечне, ради чего прекратил все боевые действия в период до выборов, организовав переговоры в Москве с Зелимханом Яндарбиевым, которые вели Сергей Степашин как секретарь комиссии по урегулированию чеченского кризиса и Тим Гульдиман как шеф миссии ОБСЕ в Чечне. Параллельно Ельцин отправился рейсом в Чечню, где, по словам Сергея Степашина, подписал на танке указ о прекращении боевых действий.
Противники Ельцина утверждали, что никакой выплаты зарплат, пенсий и пособий в действительности не было, а имела место крупномасштабная попытка подкупа избирателей; обещание закончить войну в Чечне и провести серьёзные реформы государственного и административного характера было не более чем предвыборным ходом с целью набора политических очков, что продемонстрировали первые же распоряжения Ельцина, принятые после признания его победы на президентских выборах.

### Создание позитивного имиджа

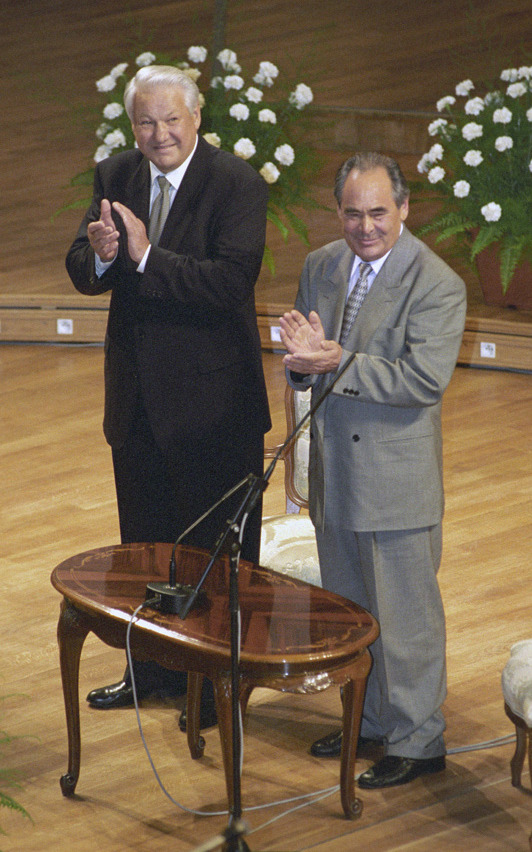
Борис Ельцин и Минтимер Шаймиев на открытии концертного зала Казанской государственной консерватории имени Н. Жиганова, 9 июня 1996 года

Для создания позитивного имиджа у действовавшего главы государства группы музыкантов стали гастролировать по России, выступая в публичную поддержку Бориса Ельцина в рамках кампании «Голосуй или проиграешь», а средства на эти концерты оплачивались из собранных предвыборным штабом Ельцина денег. В этой кампании участвовали несколько телеканалов и телекомпаний: государственные ОРТ и РТР, петербургский Пятый канал, частный телеканал Муз-ТВ при содействии Ассоциации региональных телекомпаний, фирма Сергея Лисовского ЛИС’С, центр Стаса Намина и другие организации. Так, на Муз-ТВ выходил 12-часовой эфирный блок с новостями, ток-шоу и музыкальными программами, с 13 мая на РТР выходила передача «Голосуй…», а 11 июня был запланирован показ на ОРТ концертной версии новогодних «Старых песен о главном» со звёздами российской эстрады. Трансляция эфирного блока Муз-ТВ осуществлялась в 40 городах России, где электорат традиционно голосовал за коммунистов, а трёхцветная гамма как символика кампании недвусмысленно намекала о необходимости поддержать Бориса Ельцина. Ведущим всех этих концертов был Леонид Ярмольник. Хип-хоп-группа «Мальчишник» сняла клип на песню под названием «Голосуй, или проиграешь», в котором музыканты выступали на фоне дома с граффити Ельцина, призывая молодёжь прийти на участки и поддержать действующего президента. Вместе с тем ряд музыкантов отказался поддерживать Ельцина: в частности, среди отказавшихся были Дмитрий Ревякин и группа «Калинов Мост», а также Юрий Шевчук и группа ДДТ, несмотря на предлагаемое им от администрации Ельцина вознаграждение в размере 120 тысяч долларов США. Ключевой вклад в создание позитивного имиджа Ельцина внесли несколько американских политтехнологов, помогавших губернаторам ряда штатов на выборах.
В прессе создавался образ «доброго царя Бориса Ельцина», который хоть и является непредсказуемым человеком, но великодушно прощает своим врагам их действия — вплоть до открытых призывов к свержению власти. Работавший со СМИ Игорь Малашенко в интервью говорил, что Ельцин, несмотря на ослабленное инфарктами здоровье, нашёл в себе силы заняться предвыборными поездками по всей стране, выступлениями на митингах и интервью, а также посещением молодёжных концертов, что позволило ему набрать рейтинг. Президент нередко становился героем телерепортажей о своих визитах в российские города, выступлениях на митингах и встречах с избирателями и трудовыми коллективами: по словам Михаила Зыгаря, в мае и июне Ельцин каждую неделю посещал по два города, прежде чем вернуться в Москву. Так, его визит 8 июня в Казань совпал с татарским сабантуем — там он принял участие в местных торжествах, в ходе которых ему предстояло с завязанными глазами подойти к глиняному горшку и разбить его палкой. Ельцин успешно это сделал, приведя в восторг публику, однако спустя 25 лет Александр Коржаков заявил, что всё было постановкой и на глазах у Ельцина была прозрачная повязка. 9 июня Ельцин побывал в Новосибирске, посетив концерт тура «Голосуй или проиграешь» и выступив на нём с речью, а также немного потанцевав после ухода со сцены: по словам советника Сосковца Андраника Миграняна, Ельцину было очень тяжело после выступления в Новосибирске. Однако наиболее известным в СМИ стало выступление президента в Ростове-на-Дону 10 июня на концерте Евгения Осина: на сцене Ельцин снова обратился к речью с избирателям, а затем после выхода Осина и начала исполнения им песни «Ялта» начал танцевать под музыку. По словам Татьяны Дьяченко, дочери Ельцина, она переживала за отца, который мог «на эмоциях и настроении… что-нибудь сотворить». Позже несколько членов команды Ельцина утверждали, что после танца в Ростове у Ельцина случился инфаркт.

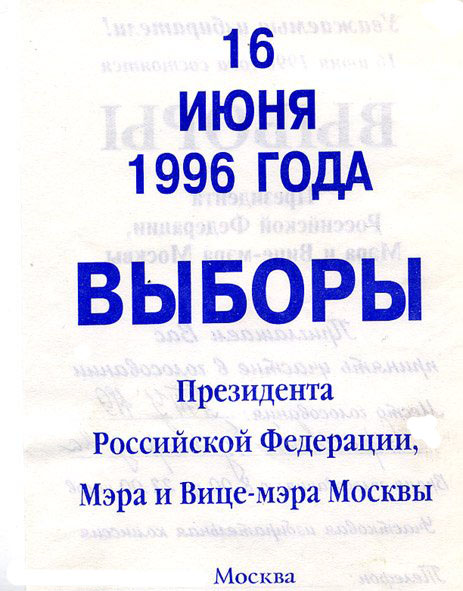
Приглашение на выборы Президента России, мэра и вице-мэра Москвы, проходившие в один день

Среди иных сюжетов телевидения, связанных с агитацией в поддержку Ельцина, были поездки по разным российским деревням; выступление на рок-концерте в Москве, организованном Сергеем Лисовским; спуск в угольные шахты и визиты в отдалённые военные гарнизоны; рассылки писем ветеранам Великой Отечественной войны с факсимиле Ельцина. При этом Сергей Лисовский заявлял, что сторонники КПРФ пытались всячески сорвать предвыборные поездки Ельцина по стране, арестовывая транспорт с оборудованием и печатной продукцией или даже запрещая вылет с аэродромов. В Москве на зданиях и улицах были развешаны крупные плакаты в преддверии выборов мэра и вице-мэра Москвы, которые должны были пройти в тот же день, что и президентские выборы: на этих плакатах улыбающийся Борис Ельцин был изображён вместе с популярным в то время мэром столицы Юрием Лужковым и подписью «Москвичи свой выбор сделали». Подобной рекламе лично удивился Юрий Никулин, задавшийся риторическим вопросом, что же будут делать избиратели в день выборов в таком случае. Все появления Ельцина на телевидении и перед фотокамерами тщательно режиссировались для создания впечатления экспромта, но некоторые из сотрудников Аналитической группы вносили порой несвоевременные правки в список тем, которые могли поднимать журналисты в интервью с Ельциным. Так, в интервью программе «Итоги» ведущий программы Евгений Киселёв получил список вопросов, которые планировалось задать Президенту, но некоторые из них были вычеркнуты кем-то из окружения президента якобы по его же просьбе; тем не менее Ельцин настоял на том, что готов обсудить и эти вопросы. Заключительный митинг-концерт Борис Ельцин провёл в Екатеринбурге 14 июня, выйдя на сцену в сопровождении губернатора Свердловской области Эдуарда Росселя: по словам Росселя, Ельцину считалось логичным завершить предвыборную кампанию на своей малой родине, где он впервые объявил о своём выдвижении на выборы. В «день тишины», 15 июня, Ельцин вручал госнаграды и организовал встречи с главой ЦИК России Николаем Рябовым и патриархом Алексием II.

### Поддержка со стороны бизнеса
Большую поддержку Ельцину оказали российские влиятельные бизнесмены («олигархи»), не хотевшие видеть коммунистов у власти, и различные финансово-промышленные группы, причём последние официально не отчитывались о финансовой поддержке Ельцина, — все эти деньги, по словам Пола Хлебникова, поступали в так называемую «чёрную кассу», распорядителем которой был Борис Березовский. Схему поступлений регулировал предвыборный штаб в доме приёмов «ЛогоВАЗа» Березовского. Эта команда бизнесменов, упоминаемая в СМИ под названием «Семибанкирщина», финансировала всю предвыборную кампанию Ельцина и обеспечивала выгодное ему освещение его деятельности на телевидении, радио и в ведущих газетах страны, в обмен на что администрация Ельцина позволила им приобрести крупные доли в государственных предприятиях. Эту сделку пресса называла «5 миллионов тонн нефти в обмен на деньги для правительства», которому срочно требовались средства на предвыборную кампанию.
Согласно Алексею Венедиктову, ещё в феврале 1996 года Владимир Гусинский и Борис Березовский объявили о достигнутой на январской встрече в Давосе договорённости российских олигархов выступить против коммунистов и поддержать единого кандидата от демократов. Это решение некоторые журналисты назвали «Давосским пактом». 27 апреля 1996 года в российской прессе было опубликовано официальное обращение тринадцати ведущих влиятельных российских бизнесменов под названием «Выйти из тупика!», которое составили Б. А. Березовский (владелец банка «Столичный» и президент группы «ЛогоВАЗ»), В. А. Гусинский (председатель совета группы директоров «Мост»), В. О. Потанин (президент АКБ «Онэксимбанк»), А. П. Смоленский (президент АКБ «Столичный банк сбережений»), М. М. Фридман (председатель совета директоров консорциума «Альфа-группа»), М. Б. Ходорковский (председатель совета директоров банка «Менатеп»), А. Н. Дундуков (президент КБ имени Яковлева), В. А. Городилов (председатель правления Сибирской нефтяной компании), Н. Б. Михайлов (президент МАК «Вымпел»), С. В. Муравленко (президент нефтяной компании «ЮКОС»), Л. Б. Невзлин (президент компании «Роспром»), А. В. Николаев (генеральный директор АО «АвтоВАЗ») и Д. Л. Орлов (председатель правления КБ «Возрождение»). Авторы письма призвали всех, в чьих руках была сосредоточена реальная власть, «объединить усилия для поиска политического компромисса, способного предотвратить острые конфликты, угрожающие основным интересам России, самой её государственности». Письмо завершалось предостережением: «Отечественные предприниматели обладают необходимыми ресурсами и волей для воздействия на слишком беспринципных и на слишком бескомпромиссных политиков».
Согласно Евгению Киселёву, олигархи достаточно долго спорили о возможности соглашения с коммунистами и о возможности поддержки какого-либо иного кандидата, прежде чем остановились окончательно на кандидатуре Бориса Ельцина. Многие из них искренне опасались лишиться власти над собственными предприятиями, которые Зюганов намеревался национализировать: Михаил Ходорковский утверждал, что Зюганов мог бы спровоцировать финансовый кризис и снизить темпы экономических реформ, однако не был уверен в том, какова была бы судьба демократических основ общества и государства, предполагая, что их можно было сохранить при определённых обстоятельствах (самому Ходорковскому Зюганов предлагал должность директора народно-хозяйственного комплекса в случае своей победы). По словам того же Ходорковского, олигархи намеревались в случае победы Ельцина на выборах доверить пост премьер-министра Зюганову, чтобы обеспечить достижение компромисса между демократами и коммунистами, однако, по мнению Григория Явлинского, в письме олигархов читался призыв вообще отменить президентские выборы. Через две недели после появления «письма тринадцати» Зюганов решил ответить на обращение, предложив провести теледебаты с Ельциным, но Ельцин от дискуссии отказался. 10 июня Борис Березовский в доме приёмов «ЛогоВАЗа» собрал «группу тринадцати» для подписания ещё одного открытого письма в поддержку Ельцина, в котором намеревались осудить всю программу Зюганова: по их словам, хватило бы четырёх-шести месяцев, чтобы действия Зюганова привели к нищете, голоду, войне и массовому террору. Письмо было опубликовано в этот же день, а на следующие сутки в московском метро прогремел взрыв, унёсший жизни 4 человек — сторонники Ельцина поспешили обвинить в теракте коммунистов.

### Американские политтехнологи

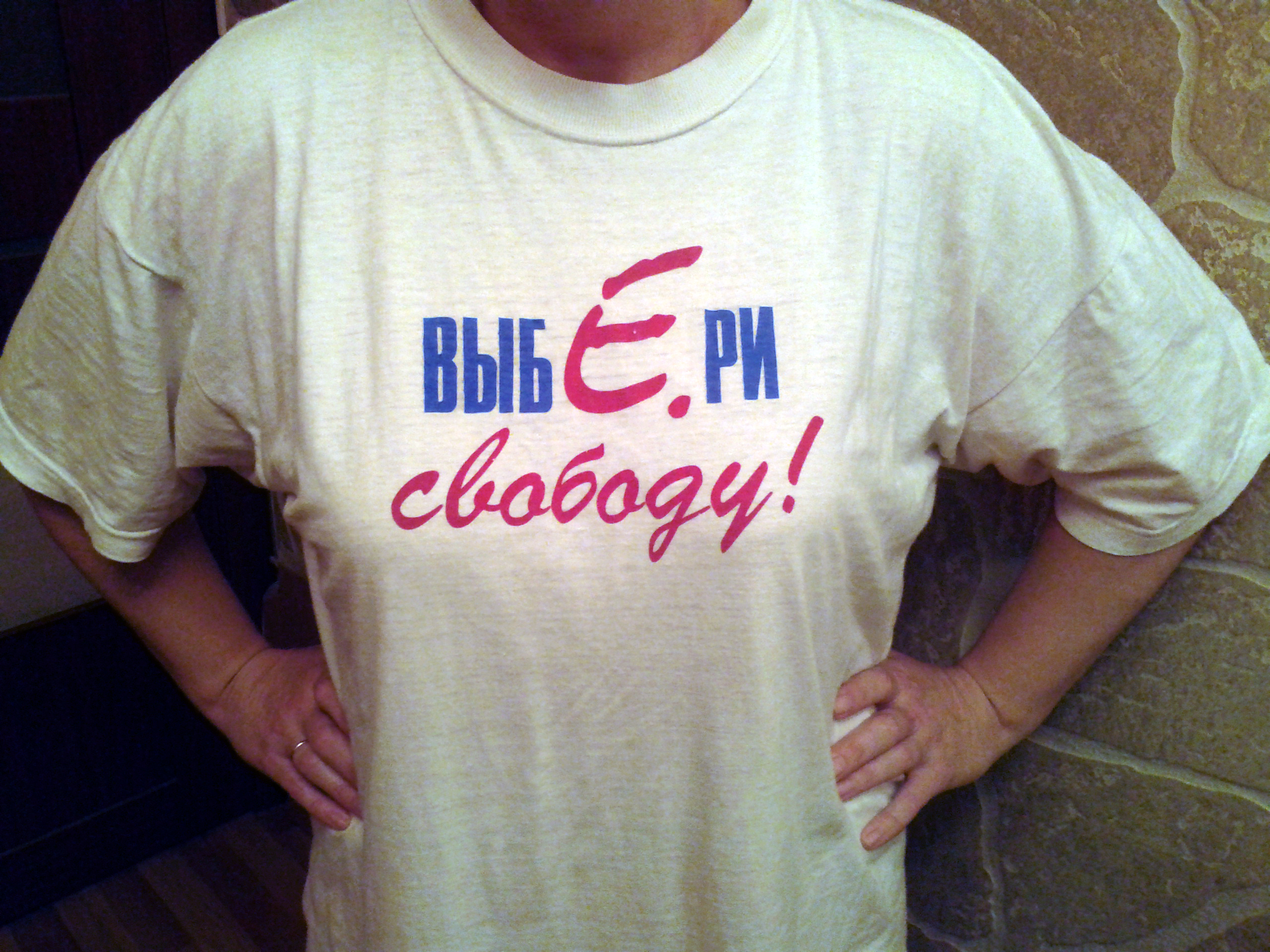
Футболка «ВыбЕ.ри свободу!» в поддержку Бориса Ельцина

В победе Ельцина также были заинтересованы и за границей. Четыре американских консультанта были приглашены Олегом Сосковцом, который в феврале 1996 года связался с бизнес-консультантом потенциальных инвесторов Феликсом Брайнином, одним из ближайших советников Бориса Ельцина, и обратился с просьбой отыскать специалистов из США. Брайнин вышел на связь с адвокатом из Сан-Франциско Фредом Лоуэллом, который и подобрал нужные кандидатуры — ими стали три калифорнийца Джордж Гортон, Джозеф Шумейт (англ. Joseph Shumate) и Ричард Дреснер (англ. Richard "Dick" Dresner), которые помогали губернатору штата Калифорния Питу Уилсону, а также Дик Моррис из Арканзаса, который некогда помог Биллу Клинтону выиграть губернаторские выборы в Арканзасе. Среди имиджмейкеров президента фигурировал также Тим Белл, участвовавший в организации предвыборных кампаний Маргарет Тэтчер. Калифорнийцам было велено не появляться на публике, не покидать занятый ими «Президент-отель» и вести всю работу в формате строгой секретности: они располагались в номере по соседству с Татьяной Дьяченко, которая после очередного совещания в штабе обсуждала с ними свежую информацию. Советник Ельцина Георгий Сатаров скептически относился к американским консультантам, хотя в США они имели большой опыт работы в области предвыборной агитации. Приглашение американцев в качестве политтехнологов было второй попыткой администрации Ельцина: в 1993 году американцы оказывали помощь предвыборному штабу «Демократического выбора России» перед парламентскими выборами, но потерпели неудачу.
Дреснер первым из политтехнологов прибыл в Москву в конце февраля, встретившись с Сосковцом 27 февраля, но оба обсуждали на встрече по большей степени президентскую кампанию Билла Клинтона, ограничившись лишь постановкой вопроса о возможности отмены выборов в случае высокого риска поражения Ельцина. На тот момент рейтинг действовавшего президента составлял всего 6 %, и Дреснер изначально намеревался посоветовать Ельцину сняться с выборов и «подыскать себе другое занятие». Американской группе дали карт-бланш в плане расходов на предвыборную программу: по некоторым данным, за 4 месяца работы в Москве суммарный гонорар троицы калифорнийских политконсультантов Гортон — Шумейт — Дреснер составил около 250 тысяч долларов США. По словам Дэвида Хоффмана из книги «Олигархи», Джордж Сорос также участвовал в переговорах с российскими олигархами, подписавшими апрельское письмо в поддержку Ельцина, но в победу действовавшего президента России не верил. Согласно Александру Коржакову, для финансирования своей кампании Ельцин использовал большие средства иностранных инвесторов, под которыми Коржаков подразумевал «Берлускони, Коля, Ширака, Клинтона», причём Берлускони якобы выделил миллиард долларов «без отдачи».

### Иностранная поддержка
В победе Ельцина были заинтересованы многие иностранные лидеры, которые рассчитывали, что она позволит предотвратить неблагоприятные для Запада политические изменения внутри СНГ. Так, Президент США Билл Клинтон искренне выражал своё желание, чтобы Ельцин победил на выборах, и готов был оказать любую необходимую помощь Ельцину. По словам Дика Морриса, Клинтон получал от него всю оперативную информацию о президентской кампании, а также нередко созванивался с Ельциным по горячей линии и давал ему советы, где вести кампанию, каких позиций придерживаться по тем или иным вопросам и какие предвыборные ролики показывать. Звонки сыграли ключевую роль в визите Клинтона в Москву, состоявшемуся с 19 по 21 апреля, хотя в Госдепартаменте США и Совете национальной безопасности настаивали на полном нейтралитете президента в отношении российских выборов. В 2018 году были опубликованы стенограммы телефонных переговоров и личных встреч Бориса Ельцина и Билла Клинтона, состоявшихся в период с 21 апреля 1996 по 31 декабря 1999 года: так, на обеде в Кремле от 21 апреля 1996 года Ельцин выразил своё недовольство американскими СМИ, которые создавали безобидный образ Зюганова и его партии: он утверждал, что больше половины сторонников Зюганова — фанатики, которые «хотят убрать границы между бывшими советскими республиками и вернуть Крым, а также рассуждают о возвращении Аляски», и что социал-демократической КПРФ реформы не нужны вообще. Клинтон, следуя негласным указаниям Морриса и стремясь аккуратно обходить тему президентских выборов, во время визита публично отметил прогресс экономических реформ Ельцина, признал войну в Чечне внутренним делом России и оценил роль Ельцина как мирового лидера, что сказалось на рейтингах действовавшего президента России.
Поддержку Ельцину оказывали и страны Европы. 18 февраля 1996 года с трёхдневным официальным визитом в Россию прибыл канцлер ФРГ Гельмут Коль, который в приветственных словах выразил поддержку решению Ельцина участвовать в повторном баллотировании на пост президента, а 4 июня поддержал повторную встречу осенью, ясно выразив свою уверенность в победе Ельцина. Своё «хорошее пожелание» в адрес Ельцина выразил президент Польши Александр Квасьневский во время апрельского визита в Москву, а в том же месяце премьер-министр Великобритании Джон Мейджор, прибывший с визитом в Москву для обсуждения вопросов безопасности ядерных объектов, высоко оценил проведённые ельцинской администрацией экономические и политические реформы и отметил, что Великобритания готова оказать поддержку любому избранному президенту России, который будет продвигать дальше процесс реформ.
Моральную поддержку Ельцину оказали лидеры стран СНГ на январском саммите глав государств в Москве, когда единодушно поддержали переизбрание Ельцина на третий срок председательствования в СНГ: президент Грузии Эдуард Шеварднадзе заявил, что это обеспечит Ельцину поддержку на президентских выборах, а президент Украины Леонид Кучма отметил важность переизбрания Ельцина на пост президента России для всех стран СНГ. Поддержка Ельцина была обоснована отчасти тем, что руководители КПРФ высказывались в пользу денонсирования Беловежских соглашений и заключения нового союзного договора: президент Казахстана Нурсултан Назарбаев осудил подобные идеи, заявив о недопустимости возврата к СССР.

## Первый тур
Разработанные группой сценарии и ведущаяся кандидатом Ельциным сверхактивная кампания вскоре начали давать результаты — его рейтинг начал расти. Накануне выборов Ельцин стал чаще делать заявления о том, что выиграет выборы уже в первом туре. Согласно апрельскому опросу фонда «Общественное мнение», Ельцин мог рассчитывать на поддержку 27 % избирателей, голосовавших на парламентских выборах за партию «Демократический выбор России», на 14 % сторонников Конгресса русских общин (представитель на президентских выборах — Александр Лебедь), на 13 % сторонников Партии самоуправления трудящихся (Святослав Фёдоров), на 12 % сторонников «Яблока» (Григорий Явлинский) и на 19 % сторонников иных партий, хотя из сторонников блока «Наш дом — Россия» за Ельцина могли гипотетически проголосовать только 40 %. Один из опросов ВЦИОМ в апреле, в ходе которого респондентов спрашивали о том, кто с наибольшей вероятностью выиграет выборы, предсказывал необходимость второго тура, но отдавал победу Ельцину в обоих турах: в первом туре между Ельциным и Зюгановым он отдавал предпочтение Ельцину предпочтение со счётом 40:23, во втором — 40:30.
В выборах приняли участие более 75,7 миллионов человек (69,81 % от числа всех избирателей). По итогам первого тура, состоявшегося 16 июня, Ельцин набрал 35,28 % голосов (26,6 миллионов избирателей), заняв первое место, а Зюганов получил 32,03 % голосов (24,2 миллиона избирателей). Главной неожиданностью стало третье место Александра Лебедя, который получил поддержку 10,7 миллионов избирателей, что составило 14,52 %. Ельцин занял первое место в 46 регионах (абсолютное большинство в 10 регионах) — его поддержали преимущественно жители крупных промышленных городов (в том числе Москва и Санкт-Петербург), Севера России, Сибири, Дальнего Востока, ряда национальных республик, а также голосовавшие за рубежом россияне. Максимальный процент голосов Ельцин получил в Чечне — единственном регионе, где ещё не действовала ГАС «Выборы» (64,1 %). По словам политолога Дмитрия Орешкина, в десяти крупнейших российских мегаполисах Ельцин в первом туре получил 52 % голосов против 18 % Зюганова; сельское население в большинстве своём поддержало Зюганова.
| Место                | Кандидаты                       | Голоса     | %      |
| -------------------- | ------------------------------- | ---------- | ------ |
| 1.                   | Ельцин, Борис Николаевич        | 26 665 495 | 35,28  |
| 2.                   | Зюганов, Геннадий Андреевич     | 24 211 686 | 32,03  |
| 3.                   | Лебедь, Александр Иванович      | 10 974 736 | 14,52  |
| 4.                   | Явлинский, Григорий Алексеевич  | 5 550 752  | 7,34   |
| 5.                   | Жириновский, Владимир Вольфович | 4 311 479  | 5,70   |
| 6.                   | Фёдоров, Святослав Николаевич   | 699 158    | 0,92   |
| 7.                   | Горбачёв, Михаил Сергеевич      | 386 069    | 0,51   |
| 8.                   | Шаккум, Мартин Люцианович       | 277 068    | 0,37   |
| 9.                   | Власов, Юрий Петрович           | 151 282    | 0,20   |
| 10.                  | Брынцалов, Владимир Алексеевич  | 123 065    | 0,16   |
| 11.                  | Тулеев, Аман Гумирович          | 308        | 0      |
| Против всех          | Против всех                     | 1 163 921  | 1,54   |
| Недействительны      | Недействительны                 | 1 072 120  | 1,43   |
| Всего (явка 69,81 %) | Всего (явка 69,81 %)            | 75 587 139 | 100,00 |

## Между турами
Второй тур был назначен на среду, 3 июля, которая была объявлена выходным днём — выбор среды был обоснован стремлением увеличить активность избирателей. На время выборов в Назрани было заключено перемирие между чеченскими сепаратистами и российскими федеральными войсками. 2 июля было объявлено «днём тишины», в который агитация за любого из кандидатов полностью запрещалась. В поддержку Ельцина выступали сторонники действующей власти; руководители российских СМИ, считавшие Ельцина гарантом свободы слова; а также противники коммунистов, не желающие реставрации советской власти (среди которых были даже критики Ельцина). 21 июня в Киеве публичную поддержку Ельцину выразили президент Украины Леонид Кучма и президент Кыргызстана Аскар Акаев, поддержавшие его демократические преобразования и выразившие уверенность в победе действовавшего главы государства.

### Переговоры с Лебедем

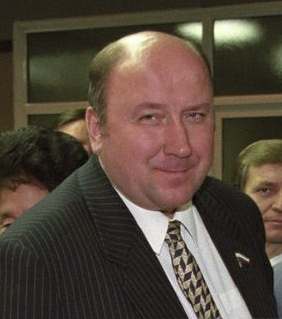
Александр Коржаков

17 июня 1996 года, на следующий день после выборов, команда Ельцина занялась подготовкой выступления действующего президента по итогам первого тура: предварительно Сергеем Зверевым были заготовлены четыре варианта речи на случай четырёх разных исходов. По воспоминаниям Зверева, Ельцин ещё перед первым туром призывал свою команду в случае, если второй тур станет неизбежным, продолжать работать в прежнем темпе и выражал свою уверенность в итоговой победе. Благодаря работе политтехнологов рейтинг Ельцина вырос настолько, что политологи стали отдавать ему предпочтение во втором туре, однако победу Ельцину могли принести только высокая явка избирателей и голоса от тех, кто поддержал Александра Лебедя в первом туре. Сторонников Ельцина было больше, их финансовое положение было лучше, но на стороне Зюганова была лучшая организационная структура.
18 июня 1996 года Ельцин назначил Александра Лебедя секретарём Совета безопасности РФ с особыми полномочиями и посулами возможного преемничества, а также включил в Совет безопасности Сергея Глазьева. После этого Лебедь выступил в поддержку Ельцина, заявив, что не поддержит «старую идею» Зюганова, которая обернулась большими потрясениями, а выберет «новую идею» Ельцина, несмотря на её слабую реализацию. В Конгрессе русских общин, от которого баллотировался Лебедь, идею голосования за Ельцина поддержали не все: Дмитрий Рогозин выступил за голосование «против всех». В тот же день в отставку был отправлен Павел Грачёв, что было одним из условий назначения Лебедя секретарём Совета безопасности, хотя позже Лебедь утверждал, что Грачёв планировал не то организовать государственный переворот, не то оказать давление на Б. Н. Ельцина. По словам Григория Явлинского, уже после своей победы на выборах Борис Ельцин отстранил генерала от дел, фактически «выбросив» из политики.

### Дело о «коробке из-под ксерокса»

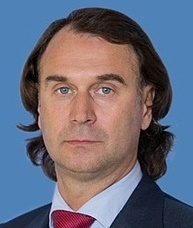
Сергей Лисовский

Во время предвыборной кампании сторонники Ельцина разделились на два лагеря, боровшиеся друг против друга: «демократический» во главе с Анатолием Чубайсом и олигархами, который намеревался добиться победы Бориса Ельцина на выборах во что бы то ни стало; и «силовой» во главе с начальником службы безопасности президента Александром Коржаковым (хотя неформальным лидером иногда назывался Олег Сосковец), который пытался любыми методами перенести второй тур на более поздний срок или даже отменить выборы, чтобы не дать Ельцину проиграть. «Силовой» лагерь сторонников Ельцина постоянно пытался воздействовать на своего кандидата, подготовить общественность к реализации своих планов и оттеснить «демократический» лагерь, хотя мартовская попытка «силовиков» сорвать выборы после голосования по Беловежским соглашениям потерпела неудачу. По словам американских политконсультантов, раскол в избирательном комитете на два лагеря был «худшим, что только может произойти» во время предвыборной кампании.
19 июня 1996 года произошёл инцидент, который чуть не привёл к срыву президентских выборов. Вечером того дня два политтехнолога из штаба Бориса Ельцина — организатор кампании «Голосуй или проиграешь» Сергей Лисовский и ближайший сподвижник Анатолия Чубайса Аркадий Евстафьев — были задержаны на выходе из Белого дома с коробкой из-под ксероксной бумаги, в которой находились 538 тысяч долларов наличными. Деньги были выданы Лисовскому и Евстафьеву заместителем министра финансов Германом Кузнецовым из суммы в размере 2,5 млн долларов, которые должны были пойти на заказ печатной продукции, фотографий и плакатов. Коржаков неоднократно сообщал Ельцину о расхищении средств, однако тот требовал в качестве доказательств не отчёты о хищениях, а поимку виновников. В итоге «силовики» обвинили Лисовского и Евстафьева в расхищении денег предвыборного штаба, а по факту незаконных валютных операций было возбуждено уголовное дело. Задержанные отрицали хищение денег, заявив, что они хотели просто обеспечить передачу гонораров певцам и музыкантам, участвовавшим в концертах в поддержку Ельцина. Борис Березовский и Анатолий Чубайс выступили против задержания Лисовского и Евстафьева, назвав все обвинения провокацией и заявив, что денег в коробке не было, а там были лишь некие манекены; ведущий НТВ Евгений Киселёв и вовсе назвал задержание попыткой отменить второй тур президентских выборов, напомнив о майских призывах Коржакова перенести выборы и выступлении сутки тому назад, в котором он советовал членам ельцинского предвыборного штаба не появляться на телеэкране и не дискредитировать Ельцина. Ельцину в итоге предстояло сделать выбор между «силовыми» сторонниками, выступавшими за затягивание выборов или их отмену, и «демократическими» сторонниками, выступавшими за продолжение предвыборной борьбы. После обращения «демократического» лагеря, поддержанного семьёй и дочерью Татьяной в частности, Ельцин принял решение продолжить законный выборный процесс и идти на второй тур со всеми предложенными соответствующими мерами.
20 июня Борис Ельцин освободил задержанных и добился вскоре закрытия дела, а три человека из «силового» лагеря — директор ФСБ Михаил Барсуков, начальник службы безопасности президента Александр Коржаков и заместитель председателя Правительства России Олег Сосковец — были уволены со своих должностей за превышение полномочий (хотя Анатолий Куликов утверждал, что Барсукова лишь вывели из предвыборного штаба, но не увольняли). Председатель Комитета Госдумы по безопасности В. И. Илюхин уверял, что президентское окружение совершило серьёзные нарушения закона, а Коржаков после увольнения осудил Ельцина не только за своё увольнение без личной беседы, но и за сближение с «младореформаторами» и сторонниками свободного рынка. По словам сотрудника избирательного штаба Ельцина, политолога Валерия Хомякова, весь эпизод с «коробкой из-под ксерокса» был всего лишь попыткой дележа плодов победы между Чубайсом и Коржаковым, поскольку Коржаков намеревался отменить выборы, а уже «потом прийти на готовое». По мнению Григория Явлинского, увольнения несли оттенок иронии для Ельцина: на переговорах с Явлинским Ельцин пытался убедить его снять свою кандидатуру с выборов в обмен на место вице-премьера, но отказывался увольнять Сосковца или Грачёва, чего требовал Явлинский в обмен на предоставление должности вице-премьера. Сергей Лисовский заявил, что перед увольнением Коржакова на часть олигархов, поддержавших Ельцина, завели уголовные дела, а их самих чуть не арестовали в день инаугурации.
26 июня 1996 года по настоянию новоиспечённого секретаря Совета безопасности и помощника Президента РФ по национальной безопасности Александра Лебедя со своего поста был уволен начальник Главного организационно-мобилизационного управления Генштаба Вячеслав Жеребцов, который был одним из соавторов майского указа Ельцина о переводе рядового и сержантского состава ВС РФ на контрактную основу (другим соавтором был тогдашний помощник президента по национальной безопасности Юрий Батурин, предшественник Лебедя на этом посту). Жеребцов и Батурин занимали диаметрально противоположные позиции по вопросу пребывания Грачёва на посту министра: Жеребцов опасался, что вынужден будет покинуть вооружённые силы в случае отставки Грачёва. В итоге он был отправлен в отставку вместе с шестью другими генералами-сторонниками Грачёва.

### Проблемы со здоровьем

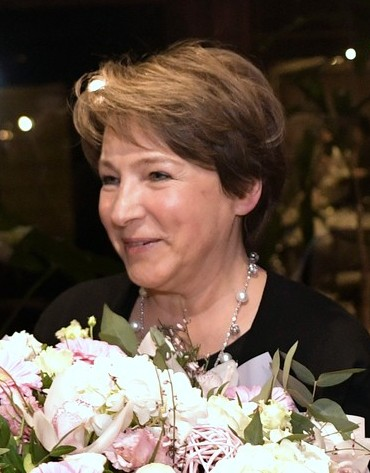
Татьяна Юмашева

Помимо скандала с «коробкой из-под ксерокса», ситуация перед вторым туром для Ельцина осложнилась из-за его слабого здоровья: признаки наблюдались ещё на февральской встрече с Гельмутом Колем, однако Ельцин тогда самостоятельно двигался и говорил твёрдым голосом. Перед вторым туром Борис Николаевич должен был совершить поездку по 10 городам России и выступить перед зрителями, однако 26 июня, после митинга в Тушине, он перенёс свой шестой за последний год сердечный приступ и инфаркт (за 1995—1996 годы перед выборами у него случилось пять таких инфарктов, первый пришёлся на лето 1995 года), вследствие чего дальнейшее выступление на телевидении для него могло стать уже невозможным. В итоге на митингах выступили Виктор Черномырдин и Наина Ельцина, а Татьяна Дьяченко и Анатолий Чубайс приняли решение не сообщать избирателям подлинные причины исчезновения Ельцина с экранов, ссылаясь только на то, что действующий глава государства добровольно отказался от дальнейших выступлений, будучи уверенным в победе. О подлинной причине отсутствия Ельцина на выступлениях одним из первых узнал Сергей Лисовский, хотя законом никто не обязывался сообщать состояние здоровья каждого из кандидатов. Николай Сванидзе считал, что хотя российские избиратели имели право знать о состоянии здоровья Ельцина, более важным было сообщение информации о предвыборной программе Ельцина, а не состоянии здоровья.
Решение штаба не разглашать информацию о состоянии здоровья Ельцина основывалось на риске того, что избиратели могут посчитать Ельцина больше не способным физически управлять страной и отдать свои голоса за Зюганова. Во избежание утечки информации в период между турами показывались материалы с участием Ельцина, отснятые ещё до выборов и не попадавшие на экран, однако 28 июня 1996 года произошла утечка информации: Всероссийское совещание работников сельского хозяйства в Кремлёвском дворце Съездов открыл Виктор Черномырдин, что подтвердило слухи о проблемах со здоровьем у Ельцина, а Сергей Филатов в интервью РИА «Новости» заявил, что президент обратится по телевидению к избирателям, «как только восстановится голос» — что говорило о факте более серьёзной болезни, нежели обычная простуда. В тот же день Ельцин провёл встречу с секретарём Совета безопасности Александром Лебедем у себя в доме, однако гостиную переоборудовали так, чтобы по её виду было ясно, что Ельцин находится в работоспособном состоянии. Тем не менее слухи о его болезни, не позволяющей продолжать исполнение своих обязанностей, продолжали распространяться.
30 июня агентством «Интерфакс» было опубликовано большое интервью под заголовком «Президент Ельцин отвечает на вопросы агентства „Интерфакс“», в котором давались ответы Ельцина на вопросы журналистов о грядущем втором туре выборов, предвыборной кампании Ельцина и возможностях выполнения пунктов предвыборной программы. Однако в 1999 году авторы газеты «КоммерсантЪ» Евгений Жулебин и Игорь Клочков заявили, что интервью было подлогом, сделанным с той целью, чтобы общественность не заметила отсутствие Ельцина на своём рабочем месте в Кремле: журналисты «Интерфакса» сами составили список возможных вопросов и сами написали к ним ответы от имени президента, осветив почти все вопросы политики Ельцина. Поскольку речи о появлении Ельцина на телеэкране не шло, интервью носило характер письменного. Также одной из причин подобного решения «Интерфакса» стали прежние выступления Ельцина, на которых тот нередко отклонялся от регламента. Перед вторым туром в Барвихе было записано телевизионное обращение Ельцина к избирателям, которое затем было отправлено в компанию «Видео Интернешнл»: по словам сотрудника компании Михаила Маргелова, Ельцину было физически тяжело говорить и дышать, однако специалисты по монтажу отредактировали видео так, что намёки на состояние Ельцина и следы монтажа могли заметить лишь немногие. Журналист Леонид Млечин утверждал, что при записях всех телесюжетов и телеобращений Ельцину было крайне тяжело двигаться или говорить, поэтому его вели под руки родные и близкие. 1 июля в эфир НТВ вышел сюжет о встрече Бориса Ельцина с Виктором Черномырдиным, а 2 июля интервью с Ельциным записал кинорежиссёр Эльдар Рязанов, работавший тогда на телекомпании REN-TV: по словам её основательницы Ирены Лесневской, весь разговор занял 5 часов, и ей пришлось приложить очень много усилий, чтобы смонтировать разговор и убрать все намёки на болезнь Ельцина и на его малосвязную речь. Впрочем, по мнению Григория Явлинского, президент не был болен, а острые проблемы со здоровьем у него начались только перед инаугурацией.
Сам Ельцин в своих воспоминаниях писал, что предпочёл скрыть информацию о своей болезни, а не отменять выборы или сниматься с них, отдавая тем самым победу Зюганову. В связи с тем, что в первом туре 27 % голосов были отданы за антикоммунистически настроенных Лебедя, Явлинского и Жириновского, была велика вероятность того, что избиратели, голосовавшие за этих трёх кандидатов, во втором туре поддержат Ельцина только из-за своих антикоммунистических убеждений и неприязни к Зюганову.

## Второй тур
Второй тур прошёл 3 июля 1996 года: Ельцин пришёл на участок в Барвиху в сопровождении докторов, которых из окончательных кадров СМИ убрали. В своих воспоминаниях Ельцин писал, что в тот день за ним неотступно следовали журналисты, фиксировавшие каждый его шаг, чему он был очень недоволен. Первые предварительные результаты были оглашены в 23:30, окончательные — 4 июля в 5:30 утра. Ельцин одержал победу, набрав 53,82 % голосов (40,2 млн), а Зюганов — 40,31 %. Против обоих кандидатов проголосовали 3,6 миллиона россиян (4,82 %).
| Место                | Кандидаты                  | Голоса     | %      |
| -------------------- | -------------------------- | ---------- | ------ |
| 1.                   | Ельцин Борис Николаевич    | 40 402 349 | 53,82  |
| 2.                   | Зюганов Геннадий Андреевич | 30 104 589 | 40,31  |
| Против всех          | Против всех                | 3 603 760  | 4,82   |
| Недействительны      | Недействительны            | 780 405    | 1,05   |
| Всего (явка 68,88 %) | Всего (явка 68,88 %)       | 74 706 645 | 100,00 |

Победу Ельцину принесли голоса избирателей в крупных промышленных городах (Москва, Санкт-Петербург, Екатеринбург, Нижний Новгород и Пермь), а также на Крайнем Севере и Дальнем Востоке. В ряде регионов, где в первом туре наблюдалось примерное равенство между двумя кандидатами, Ельцин взял реванш во втором туре, победив в Кабардино-Балкарии и Татарстане. Максимальный процент поддержки Ельцина (79,8 %) пришёлся на Ингушетию, чуть меньше результаты были в Свердловской и Пермской областях, Чечне (68 %). Считается, что победу Ельцину во многом принесли 14,52 % (около 11 млн) голосов избирателей, поддержавших в первом туре Александра Лебедя, который после первого тура призвал поддержавших избирателей проголосовать за Ельцина во втором туре. Инаугурация Бориса Ельцина прошла 9 августа 1996 года в Кремлёвском дворце съездов. От изначальных намерений провести инаугурацию на Соборной площади Кремля отказались в связи с ослабленным здоровьем Ельцина: по этой же причине инаугурация продлилась около 20 минут вместо запланированных полутора часов и стала самой короткой за новейшую историю России.

## Реакция

### Поздравления от официальных лиц
Поздравительные телеграммы Ельцину направили многие главы государств мира, председатели правительств и руководители международных организаций: 5 июля было прислано 23 таких телеграммы, 8 июля — 43 поздравления. Президенты США Билл Клинтон и Чехии Вацлав Гавел, а также британский премьер-министр Джон Мейджор отметили огромный объём проделанной Ельциным работы по проведению демократических реформ в стране, а президенты Украины Леонид Кучма и Грузии Эдуард Шеварднадзе назвали победу Ельцина «преодолением прошлого» и победой над последствиями «тоталитарного режима». Казахский лидер Нурсултан Назарбаев поддержал коренные демократические преобразования и выразил надежду на укрепление российско-казахских отношений. Канцлер Германии Гельмут Коль лично созвонился с Ельциным, чтобы передать ему свои искренние поздравления и уверенность в том, что Россия продолжит следовать прежним политическим курсом. Высокопоставленные чиновники НАТО заявили, что благодаря победе Ельцина над Зюгановым, возможно, слышали «последние радостные возгласы коммунистов в России», и выразили надежду на то, что Ельцин сумеет выстроить новые отношения с Европой. Эту же точку зрения разделял министр иностранных дел Германии Клаус Кинкель, подчеркнув, что надежды Запада на демократические реформы в России оправдались и что избиратели уже отвергли идеи восстановления коммунистической идеологии и прежнего государственного строя. Президент Франции Жак Ширак также заявил, что избиратели доказали свою преданность демократическому обществу и идее свободного рынка и что избрание Ельцина станет гарантией мира и безопасности в Европе. Генеральный секретарь ООН Бутpoc Бутрос-Гали в своей поздравительной телеграмме назвал избрание Ельцина гарантией стабильности России во время «тяжёлого переходного периода», а председатель Европейского банка реконструкции и развития Жак де Ларозьер выразил готовность дальше изыскивать новые инвестиционные возможности в России. Свои поздравления также направили Папа римский Иоанн Павел II и Патриарх Московский и Всея Руси Алексий II, выразив надежду на дальнейший духовный рост народа и демократическое развитие страны.

### Обвинения в фальсификации
Предвыборный штаб Ельцина и избирательные комитеты обвинялись коммунистами в массовых фальсификациях результатов выборов в первом и втором турах. Хотя Геннадий Зюганов и признал своё поражение на президентских выборах, поздравив Ельцина с победой, на следующий день он заявил, что успех Ельцина был достигнут «в результате грубых нарушений избирательного законодательства», «в условиях невиданного информационного устрашения» и «невиданной мобилизации государственных средств и возможностей». Джон Ловенхардт отмечал, что в ряде регионов имели место случаи, когда глав городов и районов запугивали, угрожая отправить их в отставку, если Ельцин проиграет на их участках. Оценки возможных приписанных Ельцину голосов избирателей варьируются от 800 тысяч до 8 или даже 10 миллионов голосов, однако поскольку избирательные бюллетени были уничтожены по указанию председателя ЦИК Николая Рябова через полгода после выборов, установить точное распределение голосов и выявить факты фальсификаций уже невозможно.
По оценке Службы безопасности президента Российской Федерации, на всю кампанию Ельцин потратил около 1 млрд долларов США в обход действовавшего законодательства, а вашингтонский Центр по стратегическим и международным исследованиям называл цифру в 2 млрд долларов. По словам Сергея Лисовского, уложиться в рамки закона, регламентировавшего жёсткое ограничение на расходы на предвыборную кампанию, было невозможно даже теоретически, поскольку всё стоило намного дороже, чем заявлялось. В 2006 году директор фонда «Общественное мнение» Александр Ослон, входивший в состав аналитической группы при штабе Ельцина, заявил, что победа Ельцина была обеспечена благодаря использованию «политических технологий». Как признался главный аналитик телеканала НТВ Всеволод Вильчек, телевидение активно использовало технологии манипуляции сознанием в пользу Ельцина, всячески пытаясь внушить гражданам, что последствия победы Зюганова будут плачевными и непоправимыми.
Официально никаких доказательств фальсификации президентских выборов представлено не было, а выборы были официально признаны состоявшимися и прошедшими с соблюдением избирательного законодательства Российской Федерации. По версии Владимира Милова, вся теория о фальсификации выборов в пользу Ельцина и «отобранных» голосах за Зюганова исходит из толкования доклада Глеба Павловского «Как, почему и зачем мы победили на выборах 1996 года. Наш подход к победе Бориса Ельцина».

### Мнения об освещении кампании Ельцина в СМИ
Анализ Европейского института средств массовой информации показал, что во время выборов крупнейшие российские телеканалы не обеспечивали равноправное и объективное освещение кандидатов: около 53 % эфирного времени было посвящено Ельцину, 18 % — Зюганову, остальным кандидатам — не более 7 % каждому. По данным профессора колледжа журналистики имени Филипа Меррилла при Мэрилендском университете Сары Оутс (англ. Sarah Oates), из 152 сюжетов о первом туре программы «Время» на ОРТ Ельцин упоминался в 83 сюжетах (55 %), Зюганов — в 53 (35 %), остальные кандидаты (без описания деятельности и пунктов программ) — в 26 (17 %). Из 153 сюжетов программы «Сегодня» на НТВ в 91 упоминался Ельцин (59 %), в 52 — Зюганов (34 %), из остальных кандидатов освещались только выступления Жириновского по поводу переговоров по Чечне. Освещение Ельцина и Зюганова было противоположным: первого представляли как губернатора времён Российской империи, способного решить все проблемы, и поддерживали его союз с Александром Лебедем; в адрес второго нередко задавались провокационные вопросы и сыпались оскорбления, а его ответы в ток-шоу всячески грубо прерывались. Об отсутствии равных условий освещения кандидатов в СМИ заявляла лидер делегации Европарламента Констанция Крель, отмечая при этом, что на выборах действующие главы государств и ведущие политические партии всегда имеют аналогичные преимущества.
Критиками отмечалось предвзятое освещение Зюганова, все публичные выступления и появления которого на развлекательных мероприятиях сопровождались язвительными и саркастическими комментариями или карикатурами. В частности, главный редактор «Независимой газеты» Виталий Третьяков отмечал, что вместо Зюганова нередко показывали его радикального сторонника Виктора Анпилова как «страшилку» для электората, а в канун Дня Победы, за пять дней до официального начала предвыборной кампании, по телевидению показали антисоветские сюжеты. В целом, по мнению политолога Марины Павловой-Сильванской, предвыборная кампания в СМИ характеризовалась агрессивностью, необъективностью и нетерпимостью ко всем кандидатам в формах, недопустимых для демократического общества. Сотрудник Всероссийского центра по изучению общественного мнения Алексей Левинсон утверждал, что «из мозгов избирателей сделали пюре». Павловский назвал ситуацию с освещением кандидатов «феноменом управляемых медиа» и «медиапроектировочным режимом». Опрос ВЦИОМ, проведённый с 9 по 12 июля 1996 года, показал, что из поддержавших Ельцина во втором туре около 50 % проголосовали за него, основываясь на его политической программе, а 45 % — исключительно из-за нежелания видеть Зюганова президентом.

## В массовой культуре
- Президентские выборы 1996 года являются темой эссе Виктора Пелевина «Ultima Тулеев, или дао выборов» (1996 год). В произведении присутствуют иллюстрации совмещения лиц шести кандидатов на пост президента, набравших наибольшее количество голосов по итогам опроса РОМИР (Ельцин, Зюганов, Лебедь, Фёдоров, Явлинский и Жириновский): совмещение проводилось с помощью компьютерной программы Elastic Reality. После совмещения всех шести портретов, проведённого в определённом порядке, на выходе был выдан портрет человека, который, по словам автора, не отличался от «лица президента, полученного по результатам опроса РОМИРа»[158].
- Подробности участия американских политтехнологов в президентской кампании Ельцина опубликовал Майкл Крамер для журнала «Time» в статье «Янки спешат на помощь: Тайная история того, как американские советники помогли победить Ельцину» (англ. Yanks to the Rescue: The Secret Story of How American Advisers Helped Yeltsin Win)[48], а в 2003 году по мотивам этой и нескольких статей из «Time» на экраны вышел политический триллер «Проект „Ельцин“»[28].
- В ноябре 2020 года вышла книга Михаила Зыгаря «Все свободны: История о том, как в 1996 году в России закончились выборы», в которой подробно описывалась предвыборная кампания Ельцина: в основу книги легли множество интервью, взятых у свидетелей событий того времени[159].
- В апреле 2024 года вышел документальный сериал «Предатели» от ФБК авторства Марии Певчих, одной из главных тем второй серии которого стали президентские выборы  1996 года и кампания Ельцина на них[160].